# Антипатр II Этесий
Антипа́тр II Эте́сий (греч. Ἀντίπατρος Ετησίας) — македонский царь в 279 году до н. э.

## Биография
Антипатр был сыном Филиппа, брата Кассандра. После смерти Птолемея Керавна царём стал Мелеагр Македонский. Он был свергнут Антипатром.
Правление Антипатра продолжалось 45 дней, за это он получил прозвище Этесий (ветер, который дует сорок пять дней). Он не смог отбить нападение кельтов и был свергнут Сосфеном. После этого Антипатр бежал в Египет. Здесь он жил ещё 20 лет спустя, когда поддержал царя Птолемея III в качестве потенциального претендента на македонский престол.